# Великий Комор
Великий Комор (Нджазіджа) (ком. Ngazidja, фр. Grande Comore) — найбільший острів архіпелагу Коморських островів та держави Коморські Острови, що знаходиться в Індійському океані. 

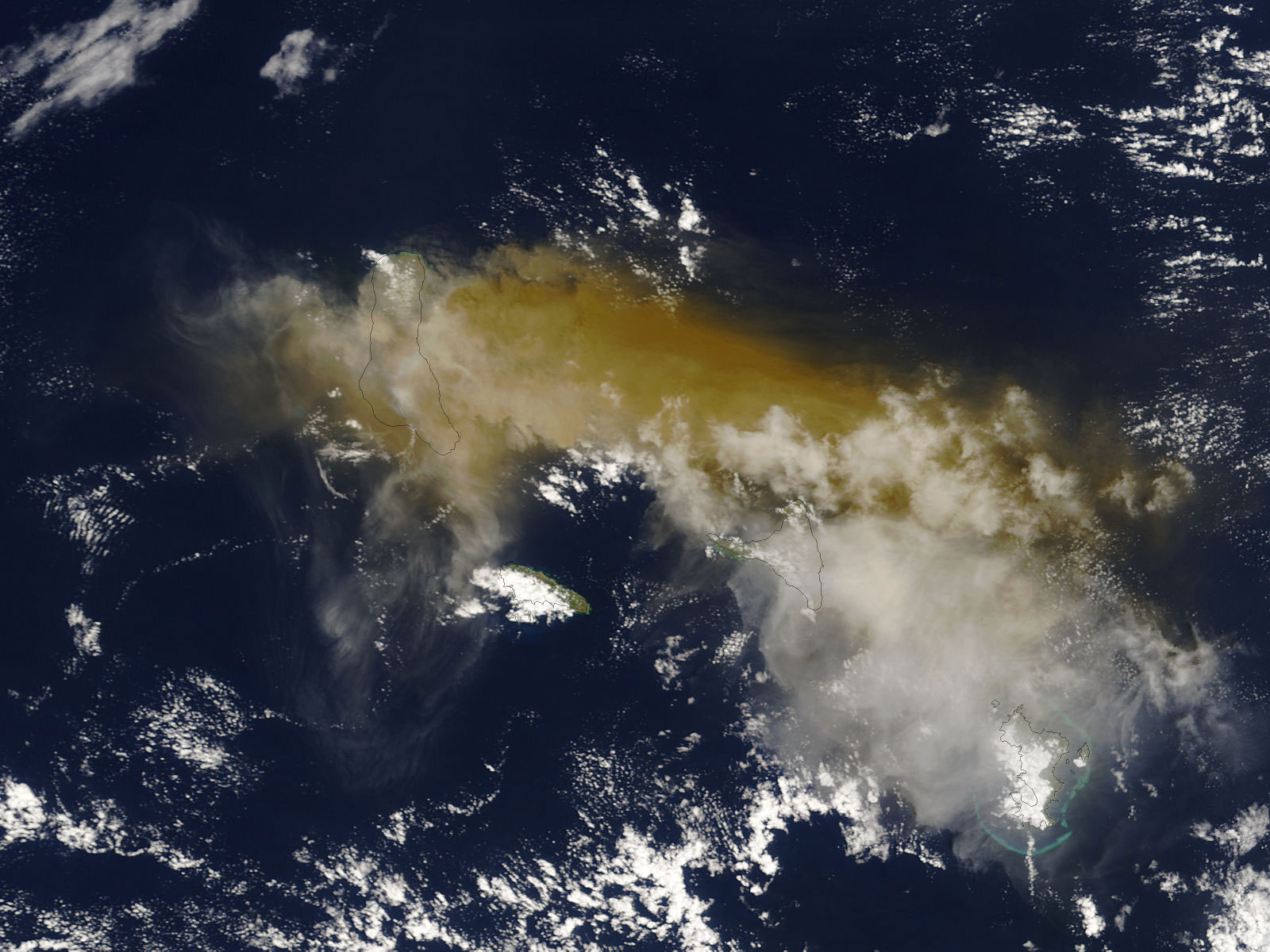
Вигляд із супутника острова Великий Комор під час виверження вулкана Картала

Острів є наймолодшим в геологічному відношенні, й тому для нього характерні кам'янисті ґрунти. Характерними рисами його рельєфу є два вулкани, активний Картала і недіючий Ле Гріль, а також відсутність хороших гаваней.